# Ioannis Fetfatzidis
Ioannis „Giannis“ Fetfatzidis (řecky Ιωάννης Φετφατζίδης; * 21. prosince 1990, Drama, Řecko) je řecký fotbalový záložník a reprezentant. Aktuálně je hráčem v řeckém klubu Aris Soluň.

## Klubová kariéra
Fetfatzidis hrál v Řecku za Olympiakos Pireus FC, se kterým vyhrál řadu domácích titulů. V září 2013 přestoupil za 4 miliony eur do italského FC Janov.

## Reprezentační kariéra
Hrál za řecký mládežnický výběr U21.
V A mužstvu Řecka debutoval 8. října 2010 proti týmu Lotyšska.
Byl v kádru řeckého týmu na Mistrovství Evropy 2012 v Polsku a na Ukrajině, kde byli Řekové vyřazeni ve čtvrtfinále Německem po výsledku 2:4.
Zúčastnil se Mistrovství světa 2014 v Brazílii, kam jej nominoval portugalský trenér Fernando Santos. Zde Řekové dosáhli svého historického maxima. Poprvé na světových šampionátech postoupili do osmifinále (ze základní skupiny C), tam byli vyřazeni Kostarikou v penaltovém rozstřelu poměrem 3:5 (stav po prodloužení byl 1:1). Na šampionátu si zahrál ve dvou utkáních - proti Japonsku a Kolumbii.